# Wielopłetwcowate
Wielopłetwcowate (Polypteridae) – rodzina słodkowodnych, drapieżnych ryb kostnoszkieletowych z rzędu wielopłetwcokształtnych (Polypteriformes).

## Zasięg występowania
Afryka tropikalna i dorzecze Nilu, większość gatunków zamieszkuje dorzecze Kongo. Pochodzące z cenomanu skamieniałości zaliczane do tej rodziny odkryto w Afryce Północnej.

## Charakterystyka
Ciało wydłużone. Płetwa grzbietowa tworzy kilka do kilkunastu pojedynczych płetw złożonych z mocnego kolca i promieni miękkich. Ciało pokryte jest łuskami ganoidalnymi. Płetwa ogonowa prawie symetryczna. U Erpetoichthys brak płetw brzusznych. Otwory nosowe są przekształcone w dwa odstające rożki. Pęcherz pławny niesymetrycznie rozdwojony. U larw występują wysoko położone skrzela zewnętrzne.

## Klasyfikacja
Rodzaje zaliczane do tej rodziny:
- Erpetoichthys Smith, 1865 – jedynym przedstawicielem jest Erpetoichthys calabaricus Smith, 1865 – trzcinnik[9]
- Polypterus Lacépède, 1803